# Sixième circonscription des Hauts-de-Seine
La sixième circonscription des Hauts-de-Seine est l'une des treize circonscriptions législatives françaises que compte le département des Hauts-de-Seine (92), situé en région Île-de-France.

## Description géographique et démographique

### De 1958 à 1967
La trente-quatrième circonscription de la Seine est composée de :
- la commune de Neuilly-sur-Seine ;
- la commune de Puteaux.

### De 1967 à 1986
La trente-quatrième circonscription de la Seine devient la sixième circonscription des Hauts-de-Seine.

### Depuis 1988
La sixième circonscription des Hauts-de-Seine est délimitée par le découpage électoral de la loi n°86-1197 du 24 novembre 1986. Elle regroupe les divisions administratives suivantes : cantons de Neuilly-sur-Seine et Courbevoie-2, qui inclut la commune de Puteaux et une partie de celle de Courbevoie.
| Année | Population (en nombre d'habitants) |
| ----- | ---------------------------------- |
| 2010  | 106 507                            |
| 1999  | 100 745                            |

La sixième circonscription en 1967.
La sixième circonscription en 1986.
Les cantons de la sixième circonscription en 2012.

## Historique des députations

### De 1958 à 1986
- 1958-1962 : Achille Peretti (UNR)
- 1962-1967 : Achille Peretti (UNR-UDT)
- 1967-1968 : Achille Peretti (UD-Ve)
- 1968-1973 : Achille Peretti (UDR)
- 1973-1978 : Achille Peretti (UDR), remplacé en 1977 par Florence d'Harcourt (DVD)
- 1978-1981 : Florence d'Harcourt (DVD)
- 1981-1986 : Florence d'Harcourt (DVD)

### À partir de 1988
| Législature | Début de mandat | Fin de mandat  | Député                    | Parti politique | Observations                                                                           |
| ----------- | --------------- | -------------- | ------------------------- | --------------- | -------------------------------------------------------------------------------------- |
| IXe         | 23 juin 1988    | 1er avril 1993 | Nicolas Sarkozy           | RPR             |                                                                                        |
| Xe          | 2 avril 1993    | 21 avril 1997  | Nicolas Sarkozy (1),      | RPR,            | Mandat écourté à la suite d'une dissolution parlementaire décidée par Jacques Chirac.  |
| XIe         | 12 juin 1997    | 18 juin 2002   | Nicolas Sarkozy,          | RPR,            |                                                                                        |
| XIIe        | 19 juin 2002    | 19 juin 2007   | Nicolas Sarkozy (2),      | UMP,            |                                                                                        |
| XIIIe       | 20 juin 2007    | 19 juin 2012   | Joëlle Ceccaldi-Raynaud   | UMP             |                                                                                        |
| XIVe        | 20 juin 2012    | 20 juin 2017   | Jean-Christophe Fromantin | TEM             |                                                                                        |
| XVe         | 21 juin 2017    | 21 juin 2022   | Constance Le Grip         | LR              |                                                                                        |
| XVIe        | 22 juin 2022    | 9 juin 2024    | Constance Le Grip         | RE              | Mandat écourté à la suite d'une dissolution parlementaire décidée par Emmanuel Macron. |
| XVIIe       | 8 juillet 2024  | En cours       | Constance Le Grip         | RE              |                                                                                        |

(1) À la suite de sa nomination au gouvernement, Nicolas Sarkozy est remplacé par Charles Ceccaldi-Raynaud du 2 mai 1993 au 17 juillet 1995. Il est réélu député lors d'une élection législative partielle le 24 septembre 1995.
(2) À la suite de sa nomination au gouvernement, il est remplacé par Joëlle Ceccaldi-Raynaud du 19 juillet 2002 au 31 décembre 2004, puis du 3 juillet 2005 au 9 juin 2007. Il est réélu député lors d'une élection législative partielle le 13 mars 2005.

## Historique des élections

### Élections législatives de 1967
| Candidat                    | Candidat                      | Parti          | Premier tour | Premier tour | Second tour | Second tour |  |
| Candidat                    | Candidat                      | Parti          | Voix         | %            | Voix        | %           |  |
| --------------------------- | ----------------------------- | -------------- | ------------ | ------------ | ----------- | ----------- |  |
|                             | Achille Peretti sortant réélu | UD-Ve          | 23 131       | 45,25        | 24 979      | 52,92       |  |
|                             | Jean-Pierre Ginter            | PCF            | 8 612        | 16,85        | 14 442      | 30,61       |  |
|                             | Jean-François Revel           | FGDS (CIR)     | 8 055        | 15,76        | Retrait     | Retrait     |  |
|                             | André-François Mercier        | CD (PDM)       | 7 167        | 14,02        | 7 756       | 16,44       |  |
|                             | André Piérard                 | Divers droite  | 3 622        | 7,09         |             |             |  |
|                             | Jacques Esterel               | Divers         | 531          | 1,04         |             |             |  |
|                             |                               |                |              |              |             |             |  |
| Inscrits                    | Inscrits                      | Inscrits       | 63 823       | 100,00       | 63 823      | 100,00      |  |
| Abstentions                 | Abstentions                   | Abstentions    | 11 952       | 18,73        | 15 364      | 24,07       |  |
| Votants                     | Votants                       | Votants        | 51 871       | 81,27        | 48 459      | 75,93       |  |
| Blancs et nuls              | Blancs et nuls                | Blancs et nuls | 753          | 1,45         | 1 282       | 2,65        |  |
| Exprimés                    | Exprimés                      | Exprimés       | 51 118       | 98,55        | 47 177      | 97,35       |  |
| Source : Gallica et CEVIPOF |                               |                |              |              |             |             |  |

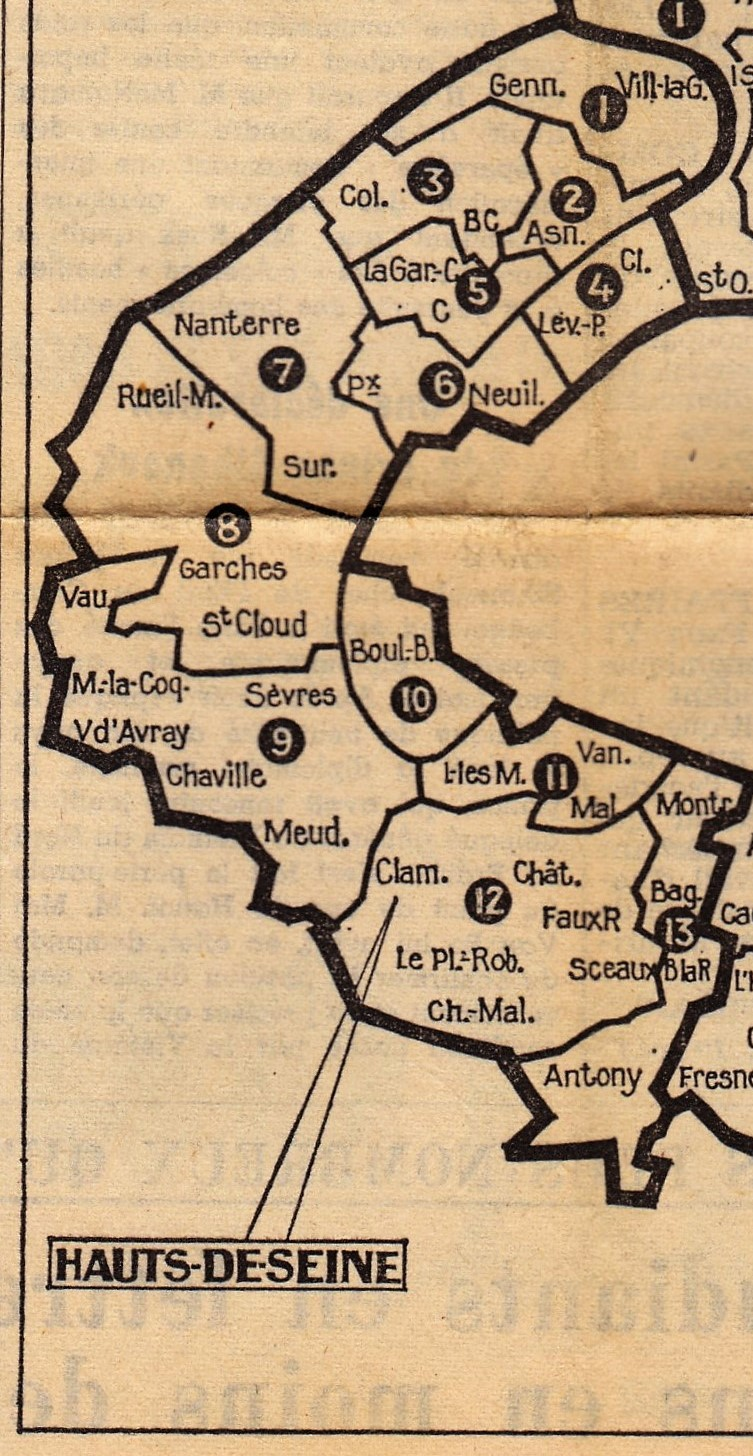
Circonscriptions électorales des Hauts-de-Seine de 1967 à 1981.

La suppléante d'Achille Peretti est Marguerite Dupont-Fauville (RI), adjointe au maire de Neuilly-sur-Seine.

### Élections législatives de 1968
| Candidat         | Candidat                      | Parti          | Premier tour | Premier tour | Second tour | Second tour |  |
| Candidat         | Candidat                      | Parti          | Voix         | %            | Voix        | %           |  |
| ---------------- | ----------------------------- | -------------- | ------------ | ------------ | ----------- | ----------- |  |
|                  | Achille Peretti sortant réélu | UDR (URP)      | 22 381       | 45,95        | 24 198      | 55,14       |  |
|                  | Jean-Jacques Carpentier       | PDM (CR)       | 8 766        | 18,00        | 9 743       | 22,20       |  |
|                  | Georges Dardel                | FGDS (SFIO)    | 7 286        | 14,96        | Retrait     | Retrait     |  |
|                  | Jean-Pierre Ginter            | PCF            | 6 472        | 13,29        | 9 941       | 22,65       |  |
|                  | Michel Ravigny                | PSU            | 1 928        | 3,96         |             |             |  |
|                  | Claude Zimmermann             | Divers (MPR)   | 996          | 2,04         |             |             |  |
|                  | Bernard Zimmern               | Divers (TD)    | 883          | 1,81         |             |             |  |
|                  |                               |                |              |              |             |             |  |
| Inscrits         | Inscrits                      | Inscrits       | 63 823       | 100,00       | 63 823      | 100,00      |  |
| Abstentions      | Abstentions                   | Abstentions    | 11 952       | 18,73        | 15 364      | 24,07       |  |
| Votants          | Votants                       | Votants        | 51 871       | 81,27        | 48 459      | 75,93       |  |
| Blancs et nuls   | Blancs et nuls                | Blancs et nuls | 753          | 1,45         | 1 282       | 2,65        |  |
| Exprimés         | Exprimés                      | Exprimés       | 51 118       | 98,55        | 47 177      | 97,35       |  |
| Source : CEVIPOF |                               |                |              |              |             |             |  |

Le suppléant d'Achille Peretti est Raymond Marcillac, journaliste, sous-directeur à l'ORTF.

### Élections législatives de 1973
| Candidat       | Candidat                      | Parti          | Premier tour | Premier tour | Second tour | Second tour |  |
| Candidat       | Candidat                      | Parti          | Voix         | %            | Voix        | %           |  |
| -------------- | ----------------------------- | -------------- | ------------ | ------------ | ----------- | ----------- |  |
|                | Achille Peretti sortant réélu | UDR (URP)      | 19 783       | 42,15        | 23 836      | 52,29       |  |
|                | André-François Mercier        | CD (MR)        | 8 953        | 19,08        | 9 612       | 21,08       |  |
|                | Jean-Pierre Ginter            | PCF            | 6 728        | 14,34        | 12 139      | 26,63       |  |
|                | Pierre Feuilly                | PS (UGSD)      | 4 669        | 9,95         |             |             |  |
|                | Serge Mallet                  | PSU            | 2 735        | 5,83         |             |             |  |
|                | Jacques Bourgeois             | Divers droite  | 1 859        | 3,96         |             |             |  |
|                | Jean-Marc Pelletier           | FN             | 1 189        | 2,53         |             |             |  |
|                | François Mauguen              | LO             | 668          | 1,42         |             |             |  |
|                | Pierre Carrasset              | Divers droite  | 347          | 0,74         |             |             |  |
|                |                               |                |              |              |             |             |  |
| Inscrits       | Inscrits                      | Inscrits       | 58 252       | 100,00       | 58 250      | 100,00      |  |
| Abstentions    | Abstentions                   | Abstentions    | 10 745       | 18,45        | 11 869      | 20,38       |  |
| Votants        | Votants                       | Votants        | 47 507       | 81,55        | 46 381      | 79,62       |  |
| Blancs et nuls | Blancs et nuls                | Blancs et nuls | 576          | 1,21         | 794         | 1,71        |  |
| Exprimés       | Exprimés                      | Exprimés       | 46 931       | 98,79        | 45 587      | 98,29       |  |

La suppléante d'Achille Peretti est Florence d'Harcourt, mère de famille. Florence d'Harcourt (divers droite) remplace Achille Peretti, nommé au Conseil constitutionnel, du 4 mars 1977 au 2 avril 1978.

### Élections législatives de 1978
| Candidat         | Candidat                            | Parti                | Premier tour | Premier tour | Second tour | Second tour |  |
| Candidat         | Candidat                            | Parti                | Voix         | %            | Voix        | %           |  |
| ---------------- | ----------------------------------- | -------------------- | ------------ | ------------ | ----------- | ----------- |  |
|                  | Florence d'Harcourt sortante réélue | diss. RPR            | 20 819       | 42,70        | 32 181      | 100,00      |  |
|                  | Robert Hersant                      | UDF (RPR, CNIP)      | 9 970        | 20,45        | Retrait     | Retrait     |  |
|                  | Gérard Brisset                      | PS                   | 6 424        | 13,17        |             |             |  |
|                  | Annie Mandois                       | PCF                  | 4 958        | 10,17        |             |             |  |
|                  | Gérard Orthlieb (d)                 | Écologie 78          | 2 183        | 4,48         |             |             |  |
|                  | Jacques Mannez                      | Divers droite        | 1 104        | 2,26         |             |             |  |
|                  | Beno Perlmutter                     | FRP                  | 817          | 1,68         |             |             |  |
|                  | Berthe Zbrizer-Burtin               | Divers droite        | 543          | 1,11         |             |             |  |
|                  | Gilles Néret-Minet (d)              | FN                   | 455          | 0,93         |             |             |  |
|                  | Gérard Weill                        | Divers droite        | 396          | 0,81         |             |             |  |
|                  | Annie Genvillot                     | LO                   | 349          | 0,72         |             |             |  |
|                  | Joseph-Bruno de La Salle            | Extrême droite (PFN) | 341          | 0,70         |             |             |  |
|                  | Rémy Galland                        | LCR                  | 201          | 0,41         |             |             |  |
|                  | Jean-Didier Scrive                  | Extrême droite       | 134          | 0,27         |             |             |  |
|                  | Jean-Louis Tissier                  | Divers               | 67           | 0,14         |             |             |  |
|                  |                                     |                      |              |              |             |             |  |
| Inscrits         | Inscrits                            | Inscrits             | 63 823       | 100,00       | 63 823      | 100,00      |  |
| Abstentions      | Abstentions                         | Abstentions          | 11 952       | 18,73        | 15 364      | 24,07       |  |
| Votants          | Votants                             | Votants              | 51 871       | 81,27        | 48 459      | 75,93       |  |
| Blancs et nuls   | Blancs et nuls                      | Blancs et nuls       | 753          | 1,45         | 1 282       | 2,65        |  |
| Exprimés         | Exprimés                            | Exprimés             | 51 118       | 98,55        | 47 177      | 97,35       |  |
| Source : CEVIPOF |                                     |                      |              |              |             |             |  |

Le suppléant de Florence d'Harcourt est Yves Gautier, chef d'entreprise, conseiller municipal de Neuilly-sur-Seine.

### Élections législatives de 1981
|                  | Florence d'Harcourt sortante réélue | CNIP (UDF, UNM)   | 27 286 | 66,31  |  |  |  |
|                  | Gérard Brisset                      | PS                | 9 072  | 22,04  |  |  |  |
|                  | Annie Mandois                       | PCF               | 2 267  | 5,51   |  |  |  |
|                  | François Lopez                      | Divers écologiste | 1 242  | 3,02   |  |  |  |
|                  | Gilles Néret-Minet (d)              | FN                | 888    | 2,16   |  |  |  |
|                  | Constant Portigliatti               | PSU               | 396    | 0,96   |  |  |  |
|                  |                                     |                   |        |        |  |  |  |
| Inscrits         | Inscrits                            | Inscrits          | 60 298 | 100,00 |  |  |  |
| Abstentions      | Abstentions                         | Abstentions       | 18 781 | 31,15  |  |  |  |
| Votants          | Votants                             | Votants           | 41 517 | 68,85  |  |  |  |
| Blancs et nuls   | Blancs et nuls                      | Blancs et nuls    | 366    | 0,88   |  |  |  |
| Exprimés         | Exprimés                            | Exprimés          | 41 151 | 99,12  |  |  |  |
| Source : CEVIPOF |                                     |                   |        |        |  |  |  |

### Élections législatives de 1988
|                | Nicolas Sarkozy élu | RPR (URC)      | 26 522 | 67,40  |  |  |  |
|                | Lucienne Buton (d)  | PS             | 7 349  | 18,67  |  |  |  |
|                | Jacques d'Argence   | FN             | 4 175  | 10,61  |  |  |  |
|                | Serge Vidal         | PCF            | 1 149  | 2,92   |  |  |  |
|                | Jacques Riche       | Extrême droite | 158    | 0,40   |  |  |  |
|                |                     |                |        |        |  |  |  |
| Inscrits       | Inscrits            | Inscrits       | 59 731 | 100,00 |  |  |  |
| Abstentions    | Abstentions         | Abstentions    | 19 755 | 33,07  |  |  |  |
| Votants        | Votants             | Votants        | 39 976 | 66,93  |  |  |  |
| Blancs et nuls | Blancs et nuls      | Blancs et nuls | 623    | 1,56   |  |  |  |
| Exprimés       | Exprimés            | Exprimés       | 39 353 | 98,44  |  |  |  |

Le suppléant de Nicolas Sarkozy est Charles Ceccaldi-Raynaud, maire de Puteaux.

### Élections législatives de 1993
|                | Nicolas Sarkozy sortant réélu | RPR (UPF)      | 26 594 | 64,90  |  |  |  |
|                | Marie-Caroline Le Pen         | FN             | 4 920  | 12,01  |  |  |  |
|                | Élisabeth Gourevitch          | PS (ADFP)      | 3 741  | 9,13   |  |  |  |
|                | Denis Abecassis               | GÉ (EÉ)        | 2 674  | 6,53   |  |  |  |
|                | Nadine Garcia-Acebedo         | PCF            | 1 267  | 3,09   |  |  |  |
|                | Michel Blanchard              | LT-LNÉ         | 705    | 1,72   |  |  |  |
|                | Roger Dachez                  | Divers         | 584    | 1,43   |  |  |  |
|                | Bertrand Joubert              | UDI            | 493    | 1,20   |  |  |  |
|                | Jean-Michel Granger           | Divers droite  | 0      | 0,00   |  |  |  |
|                |                               |                |        |        |  |  |  |
| Inscrits       | Inscrits                      | Inscrits       | 59 077 | 100,00 |  |  |  |
| Abstentions    | Abstentions                   | Abstentions    | 16 776 | 28,4   |  |  |  |
| Votants        | Votants                       | Votants        | 42 301 | 71,6   |  |  |  |
| Blancs et nuls | Blancs et nuls                | Blancs et nuls | 1 323  | 3,13   |  |  |  |
| Exprimés       | Exprimés                      | Exprimés       | 40 978 | 96,87  |  |  |  |

Le suppléant de Nicolas Sarkozy est Charles Ceccaldi-Raynaud. Charles Ceccaldi-Raynaud remplace Nicolas Sarkozy, nommé membre du gouvernement, du 2 mai 1993 au 17 juillet 1995.

### Élection législative partielle de 1995
| Candidat       | Candidat              | Parti          | Premier tour | Premier tour | Second tour | Second tour |  |
| Candidat       | Candidat              | Parti          | Voix         | %            | Voix        | %           |  |
| -------------- | --------------------- | -------------- | ------------ | ------------ | ----------- | ----------- |  |
|                | Nicolas Sarkozy élu   | RPR (UDF)      | 13 057       | 60,44        | 15 109      | 75,96       |  |
|                | Marie-Caroline Le Pen | FN             | 3 536        | 16,37        | 4 783       | 24,04       |  |
|                | Gérard-Roger Avril    | diss. RPR      | 2 089        | 9,67         |             |             |  |
|                | Étienne Kling (d)     | PS             | 1 739        | 8,05         |             |             |  |
|                | Nadine Garcia-Acebedo | PCF            | 716          | 3,31         |             |             |  |
|                | Jean-Claude Garault   | LO             | 466          | 2,16         |             |             |  |
|                | Jean-Michel Granger   | Sans étiquette | 0            | 0,00         |             |             |  |
|                |                       |                |              |              |             |             |  |
| Inscrits       | Inscrits              | Inscrits       | 60 586       | 100,00       | 60 586      | 100,00      |  |
| Abstentions    | Abstentions           | Abstentions    | 38 484       | 63,52        | 39 085      | 64,51       |  |
| Votants        | Votants               | Votants        | 22 102       | 36,48        | 21 501      | 35,49       |  |
| Blancs et nuls | Blancs et nuls        | Blancs et nuls | 499          | 2,26         | 1 609       | 7,48        |  |
| Exprimés       | Exprimés              | Exprimés       | 21 603       | 97,74        | 19 892      | 92,52       |  |

### Élections législatives de 1997
|                              | Nicolas Sarkozy sortant réélu | RPR                    | 21 077 | 56,23  |  |  |  |
|                              | Lucienne Buton (d)            | PS                     | 5 236  | 13,97  |  |  |  |
|                              | Bruno Xavier Ligonie          | FN                     | 4 573  | 12,20  |  |  |  |
|                              | Françoise Ansart de Lessant   | LDI (MPF)              | 1 513  | 4,04   |  |  |  |
|                              | Olivier de Gironde            | Divers écologiste (GÉ) | 1 400  | 3,73   |  |  |  |
|                              | Joël Benard                   | PCF                    | 1 114  | 2,97   |  |  |  |
|                              | Daniele Cassette              | Extrême gauche (LO)    | 663    | 1,77   |  |  |  |
|                              | Sophie Rochas                 | Divers droite (MDR)    | 546    | 1,46   |  |  |  |
|                              | Patricia Laurent              | Divers droite          | 538    | 1,44   |  |  |  |
|                              | Catherine Sas                 | Divers droite          | 491    | 1,31   |  |  |  |
|                              | Gilbert Ribes                 | Divers droite          | 180    | 0,48   |  |  |  |
|                              | Georges Vidal                 | Extrême gauche (PT)    | 153    | 0,41   |  |  |  |
|                              | Jean-Michel Granger           | Divers droite          | 2      | 0,01   |  |  |  |
|                              | Olivier Flumian               | Divers                 | 0      | 0,00   |  |  |  |
|                              |                               |                        |        |        |  |  |  |
| Inscrits                     | Inscrits                      | Inscrits               | 59 900 | 100,00 |  |  |  |
| Abstentions                  | Abstentions                   | Abstentions            | 21 209 | 35,41  |  |  |  |
| Votants                      | Votants                       | Votants                | 38 691 | 64,59  |  |  |  |
| Blancs et nuls               | Blancs et nuls                | Blancs et nuls         | 1 205  | 3,11   |  |  |  |
| Exprimés                     | Exprimés                      | Exprimés               | 37 486 | 96,89  |  |  |  |
| Source : Assemblée nationale |                               |                        |        |        |  |  |  |

La suppléante de Nicolas Sarkozy était Joëlle Franchi, première adjointe au maire de Puteaux, Vice-Présidente du Conseil général, conseillère générale du canton de Puteaux.

### Élections législatives de 2002
|                | Nicolas Sarkozy sortant réélu | UMP              | 27 803 | 68,78  |  |  |  |
|                | Odile Sidem-Poulain (d)       | PS               | 5 239  | 12,96  |  |  |  |
|                | Bruno Ligonie                 | FN               | 3 006  | 7,44   |  |  |  |
|                | Philippe Karsenty             | Divers droite    | 1 118  | 2,77   |  |  |  |
|                | Marion Rothman                | Les Verts        | 848    | 2,1    |  |  |  |
|                | Annick Herbin                 | PCF              | 478    | 1,18   |  |  |  |
|                | Anne Chauvet                  | Pôle républicain | 351    | 0,87   |  |  |  |
|                | Pierre Aubry                  | Divers droite    | 305    | 0,75   |  |  |  |
|                | Eve d'Harambure               | MNR              | 268    | 0,66   |  |  |  |
|                | Désiré Nogrette               | LO               | 234    | 0,58   |  |  |  |
|                | Gérard Bony                   | LO               | 234    | 0,58   |  |  |  |
|                | Roger Ragot                   | MÉI              | 160    | 0,4    |  |  |  |
|                | René Larguier                 | Divers           | 156    | 0,39   |  |  |  |
|                | Lionel Dell'Angelo            | PT               | 75     | 0,19   |  |  |  |
|                | Alexandre Laflèche            | Divers           | 67     | 0,17   |  |  |  |
|                | Sophie Bouju                  | Divers gauche    | 49     | 0,12   |  |  |  |
|                | Dominique de Roumefort        | Divers           | 34     | 0,08   |  |  |  |
|                |                               |                  |        |        |  |  |  |
| Inscrits       | Inscrits                      | Inscrits         | 59 332 | 100,00 |  |  |  |
| Abstentions    | Abstentions                   | Abstentions      | 18 330 | 30,89  |  |  |  |
| Votants        | Votants                       | Votants          | 41 002 | 69,11  |  |  |  |
| Blancs et nuls | Blancs et nuls                | Blancs et nuls   | 577    | 1,41   |  |  |  |
| Exprimés       | Exprimés                      | Exprimés         | 40 425 | 98,59  |  |  |  |

La suppléante de Nicolas Sarkozy était Joëlle Ceccaldi-Raynaud, Première adjointe au maire de Puteaux, conseillère générale du canton de Puteaux. Joëlle Ceccaldi-Raynaud remplaça Nicolas Sarkozy, nommé membre du gouvernement, du 19 juillet 2002 au 1er janvier 2005.

### Élection législative partielle de 2005
L'élection législative partielle a eu lieu le dimanche 13 mars 2005.
|                | Nicolas Sarkozy élu    | UMP            | 17 177 | 70,74  |  |  |  |
|                | Céline Solmy           | PS             | 2 832  | 11,66  |  |  |  |
|                | Gérard Roger Avril     | Les Verts      | 1 402  | 5,77   |  |  |  |
|                | Bruno Ligonie          | FN             | 1 351  | 5,56   |  |  |  |
|                | Brigitte Dareau        | PCF            | 624    | 2,57   |  |  |  |
|                | Jacques Dehergne       | Divers         | 394    | 1,62   |  |  |  |
|                | Faouzia Zebdi-Ghorab   | Divers         | 195    | 0,76   |  |  |  |
|                | Frédéric Bayle         | S&P            | 171    | 0,70   |  |  |  |
|                | Annie Scaniglia-Kermin | PT             | 145    | 0,60   |  |  |  |
|                |                        |                |        |        |  |  |  |
| Inscrits       | Inscrits               | Inscrits       | 60 419 | 100,00 |  |  |  |
| Abstentions    | Abstentions            | Abstentions    | 35 426 | 58,63  |  |  |  |
| Votants        | Votants                | Votants        | 24 993 | 41,37  |  |  |  |
| Blancs et nuls | Blancs et nuls         | Blancs et nuls | 712    | 2,85   |  |  |  |
| Exprimés       | Exprimés               | Exprimés       | 24 281 | 97,15  |  |  |  |

La suppléante de Nicolas Sarkozy était Joëlle Ceccaldi-Raynaud.

### Élections législatives de 2007
|                | Joëlle Ceccaldi-Raynaud sortante réélue | UMP            | 22 011 | 52,69  |  |  |  |
|                | Nadine Jeanne (d)                       | PS             | 4 843  | 11,59  |  |  |  |
|                | Jean-Christophe Fromantin               | Divers droite  | 4 368  | 10,46  |  |  |  |
|                | Alexandre Harmand                       | UDF–MoDem      | 3 646  | 8,73   |  |  |  |
|                | Bernard Lepidi (d)                      | CNIP           | 3 279  | 7,85   |  |  |  |
|                | Anne-Christine Strauss                  | FN             | 1 292  | 3,09   |  |  |  |
|                | Valérie Saliou                          | Les Verts      | 827    | 1,98   |  |  |  |
|                | Mathilde Eisenberg                      | LCR            | 407    | 0,97   |  |  |  |
|                | Thierry Danis                           | PCF            | 285    | 0,68   |  |  |  |
|                | Martine Corti                           | MÉI            | 285    | 0,68   |  |  |  |
|                | Isabelle Laraque                        | MNR            | 182    | 0,44   |  |  |  |
|                | Jean Galienne                           | Divers         | 180    | 0,43   |  |  |  |
|                | Gaëtan Minardi                          | LO             | 108    | 0,26   |  |  |  |
|                | Pascal Olivier                          | MRC            | 57     | 0,14   |  |  |  |
|                | David Gonzalez                          | Divers         | 7      | 0,02   |  |  |  |
|                | Marie Granger                           | Divers         | 0      | 0      |  |  |  |
|                |                                         |                |        |        |  |  |  |
| Inscrits       | Inscrits                                | Inscrits       | 65 925 | 100,00 |  |  |  |
| Abstentions    | Abstentions                             | Abstentions    | 23 567 | 35,75  |  |  |  |
| Votants        | Votants                                 | Votants        | 42 358 | 64,25  |  |  |  |
| Blancs et nuls | Blancs et nuls                          | Blancs et nuls | 581    | 1,37   |  |  |  |
| Exprimés       | Exprimés                                | Exprimés       | 41 777 | 98,63  |  |  |  |

### Élections législatives de 2012
| Candidat       | Candidat                      | Parti                    | Premier tour | Premier tour | Second tour | Second tour |
| Candidat       | Candidat                      | Parti                    | Voix         | %            | Voix        | %           |
| -------------- | ----------------------------- | ------------------------ | ------------ | ------------ | ----------- | ----------- |
|                | Jean-Christophe Fromantin élu | TEM                      | 16 954       | 39,34        | 20 829      | 51,22       |
|                | Bernard Lepidi (d)            | diss. UMP (PRV, CNIP)    | 9 393        | 21,80        | 8 569       | 21,07       |
|                | Marie Brannens (d)            | PS                       | 9 225        | 21,51        | 11 265      | 27,70       |
|                | Nicole Hervé                  | RBM (FN)                 | 3 097        | 7,19         |             |             |
|                | Franck Faveur                 | CpF (MoDem)              | 1 228        | 2,85         |             |             |
|                | Ionna Mayhead                 | FG (Divers gauche) (PCF) | 923          | 2,14         |             |             |
|                | Emmanuel Pruvost              | EÉLV (MÉI)               | 730          | 1,69         |             |             |
|                | François Deroche              | Divers droite            | 711          | 1,65         |             |             |
|                | Julien Cabrera                | DLR                      | 340          | 0,79         |             |             |
|                | Audric Thévenet               | AÉI                      | 224          | 0,52         |             |             |
|                | Caroline Gaujard              | NPA                      | 87           | 0,20         |             |             |
|                | Georges Carreau               | S&P                      | 87           | 0,20         |             |             |
|                | Monique Leclerc               | LO                       | 75           | 0,17         |             |             |
|                | Marie Granger                 | Divers                   | 13           | 0,03         |             |             |
|                | Rachid Nekkaz                 | Divers gauche            | 7            | 0,02         |             |             |
|                |                               |                          |              |              |             |             |
| Inscrits       | Inscrits                      | Inscrits                 | 73 407       | 100,00       | 73 407      | 100,00      |
| Abstentions    | Abstentions                   | Abstentions              | 29 555       | 40,26        | 31 767      | 43,28       |
| Votants        | Votants                       | Votants                  | 43 852       | 59,74        | 41 640      | 56,72       |
| Blancs et nuls | Blancs et nuls                | Blancs et nuls           | 758          | 1,73         | 977         | 2,35        |
| Exprimés       | Exprimés                      | Exprimés                 | 43 094       | 98,27        | 40 663      | 97,65       |

### Élections législatives de 2017
|                                                                                |                                                                           |                           |                           |                          |                          |
|                                                                                |                                                                           | Premier tour 11 juin 2017 | Premier tour 11 juin 2017 | Second tour 18 juin 2017 | Second tour 18 juin 2017 |
|                                                                                |                                                                           |                           |                           |                          |                          |
|                                                                                |                                                                           | Nombre                    | % des inscrits            | Nombre                   | % des inscrits           |
| Inscrits                                                                       | Inscrits                                                                  | 74 305                    | 100,00                    | 74 305                   | 100,00                   |
| Abstentions                                                                    | Abstentions                                                               | 31 271                    | 42,08                     | 37 066                   | 49,88                    |
| Votants                                                                        | Votants                                                                   | 43 034                    | 57,92                     | 37 239                   | 50,12                    |
|                                                                                |                                                                           |                           | % des votants             |                          | % des votants            |
| Bulletins blancs                                                               | Bulletins blancs                                                          | 531                       | 1,23                      | 2 278                    | 6,12                     |
| Bulletins nuls                                                                 | Bulletins nuls                                                            | 131                       | 0,30                      | 559                      | 1,50                     |
| Suffrages exprimés                                                             | Suffrages exprimés                                                        | 42 372                    | 98,46                     | 34 402                   | 92,38                    |
|                                                                                |                                                                           |                           |                           |                          |                          |
| Candidat Étiquette politique (partis et alliances)                             | Candidat Étiquette politique (partis et alliances)                        | Voix                      | % des exprimés            | Voix                     | % des exprimés           |
|                                                                                |                                                                           |                           |                           |                          |                          |
|                                                                                | Laurent Zameczkowski La République en marche                              | 17 761                    | 41,92                     | 15 890                   | 46,19                    |
|                                                                                | Constance Le Grip Les Républicains (Union des démocrates et indépendants) | 8 968                     | 21,16                     | 18 512                   | 53,81                    |
|                                                                                | Nathalie Etzenbach Divers droite (577-Les Indépendants)                   | 5 540                     | 13,07                     |                          |                          |
|                                                                                | Samuel Florin La France insoumise                                         | 2 103                     | 4,96                      |                          |                          |
|                                                                                | Philippe Karsenty Divers droite (Les Républicains diss.)                  | 1 771                     | 4,18                      |                          |                          |
|                                                                                | Emmanuelle Cuignet Front national                                         | 1 685                     | 3,98                      |                          |                          |
|                                                                                | Marie Brannens (d) Parti socialiste                                       | 1 322                     | 3,12                      |                          |                          |
|                                                                                | Vincent Dubail Europe Écologie Les Verts                                  | 879                       | 2,07                      |                          |                          |
|                                                                                | Sophie Landowski Divers (Parti animaliste)                                | 563                       | 1,33                      |                          |                          |
|                                                                                | Patrick Lagarde Debout la France (Union des démocrates et indépendants)   | 427                       | 1,01                      |                          |                          |
|                                                                                | Michelle Line Écologiste (Mouvement 100 %)                                | 266                       | 0,63                      |                          |                          |
|                                                                                | Zohra Bougherara Parti communiste français                                | 256                       | 0,60                      |                          |                          |
|                                                                                | Jonathan Pauchet Divers (Union populaire républicaine)                    | 220                       | 0,52                      |                          |                          |
|                                                                                | Martine Pincemin Extrême droite (Souveraineté, identité et libertés)      | 193                       | 0,46                      |                          |                          |
|                                                                                | Hugo de Choisy Divers (Allons enfants)                                    | 146                       | 0,34                      |                          |                          |
|                                                                                | Grégoire Chevignard Divers (Parti du vote blanc)                          | 142                       | 0,34                      |                          |                          |
|                                                                                | Françoise Marcel Lutte ouvrière                                           | 130                       | 0,31                      |                          |                          |
| Source : Ministère de l'Intérieur - Sixième circonscription des Hauts-de-Seine |                                                                           |                           |                           |                          |                          |

### Élections législatives de 2022
|                                                    |                                                                                      |                           |                           |                          |                          |
|                                                    |                                                                                      | Premier tour 12 juin 2022 | Premier tour 12 juin 2022 | Second tour 19 juin 2022 | Second tour 19 juin 2022 |
|                                                    |                                                                                      |                           |                           |                          |                          |
|                                                    |                                                                                      | Nombre                    | % des inscrits            | Nombre                   | % des inscrits           |
| Inscrits                                           | Inscrits                                                                             | 76 259                    | 100                       | 76 272                   | 100                      |
| Abstentions                                        | Abstentions                                                                          | 34 047                    | 44,65                     | 36 158                   | 47,41                    |
| Votants                                            | Votants                                                                              | 42 212                    | 55,35                     | 40 114                   | 52,59                    |
|                                                    |                                                                                      |                           | % des votants             |                          | % des votants            |
| Bulletins blancs                                   | Bulletins blancs                                                                     | 569                       | 1,35                      | 2092                     | 5,22                     |
| Bulletins nuls                                     | Bulletins nuls                                                                       | 148                       | 0,35                      | 702                      | 1,75                     |
| Suffrages exprimés                                 | Suffrages exprimés                                                                   | 41 495                    | 98,30                     | 37 320                   | 93,03                    |
|                                                    |                                                                                      |                           |                           |                          |                          |
| Candidat Étiquette politique (partis et alliances) | Candidat Étiquette politique (partis et alliances)                                   | Voix                      | % des exprimés            | Voix                     | % des exprimés           |
|                                                    |                                                                                      |                           |                           |                          |                          |
|                                                    | Constance Le Grip* Ensemble                                                          | 14 943                    | 36,01                     | 27 688                   | 74,19                    |
|                                                    | Julie Barbaux (d) Nouvelle Union populaire écologique et sociale La France insoumise | 6 420                     | 15,47                     | 9 632                    | 25,81                    |
|                                                    | Patrick Pessis Les Républicains                                                      | 5 517                     | 13,30                     |                          |                          |
|                                                    | Franck Keller Reconquête                                                             | 3 749                     | 9,03                      |                          |                          |
|                                                    | Marie-Caroline Le Pen Rassemblement national                                         | 3 056                     | 7,36                      |                          |                          |
|                                                    | Fayza Basini Renaissance diss.                                                       | 3 056                     | 7,36                      |                          |                          |
|                                                    | Adama Traoré Union des centristes et des écologistes                                 | 1 717                     | 4,14                      |                          |                          |
|                                                    | Benoît Aguelon Divers droite                                                         | 950                       | 2,29                      |                          |                          |
|                                                    | Denis Marchiset Parti animaliste                                                     | 911                       | 2,20                      |                          |                          |
|                                                    | Frank Tapiro Divers droite                                                           | 860                       | 2,07                      |                          |                          |
|                                                    | Françoise Marcel Lutte ouvrière                                                      | 217                       | 0,52                      |                          |                          |
|                                                    | Bilèle Khadour Union des démocrates musulmans français                               | 174                       | 0,42                      |                          |                          |
| * Députée sortante                                 |                                                                                      |                           |                           |                          |                          |

### Élections législatives de 2024
Députée sortante : Constance Le Grip (Renaissance).
| Candidat                 | Candidat                 | Parti et coalition       | Nuance                   | Premier tour | Premier tour | Second tour | Second tour |
| Candidat                 | Candidat                 | Parti et coalition       | Nuance                   | Voix         | %            | Voix        | %           |
| ------------------------ | ------------------------ | ------------------------ | ------------------------ | ------------ | ------------ | ----------- | ----------- |
|                          | Constance Le Grip        | RE (ENS)                 | ENS                      | 22 627       | 40,14        | 22 960      | 45,02       |
|                          | Geoffroy Didier          | LR (UDC)                 | LR                       | 11 217       | 19,90        | 17 802      | 34,90       |
|                          | Sihame Muscianisi        | LFI (NFP)                | UG                       | 10 857       | 19,26        | 10 241      | 20,08       |
|                          | Alexis Pany              | RÀD (RN)                 | UXD                      | 9 512        | 16,88        |             |             |
|                          | Jean Messiha             | REC                      | REC                      | 1 776        | 3,15         |             |             |
|                          | Françoise Marcel         | LO                       | EXG                      | 352          | 0,62         |             |             |
|                          | François-Xavier Deroche  | SE                       | DVC                      | 25           | 0,04         |             |             |
|                          |                          |                          |                          |              |              |             |             |
| Suffrages exprimés       | Suffrages exprimés       | Suffrages exprimés       | Suffrages exprimés       | 56 366       | 98,50        | 51 003      | 97,18       |
| Votes blancs             | Votes blancs             | Votes blancs             | Votes blancs             | 702          | 1,23         | 1 170       | 2,23        |
| Votes nuls               | Votes nuls               | Votes nuls               | Votes nuls               | 156          | 0,27         | 308         | 0,59        |
| Total                    | Total                    | Total                    | Total                    | 57 224       | 100          | 52 481      | 100         |
| Abstention               | Abstention               | Abstention               | Abstention               | 19 223       | 25,15        | 23 970      | 31,35       |
| Inscrits / participation | Inscrits / participation | Inscrits / participation | Inscrits / participation | 76 447       | 74,85        | 76 451      | 68,65       |

## Pour approfondir